# Bernstein-Ungleichung (Stochastik)
Die Bernstein-Ungleichung ist eine Abschätzung aus der Wahrscheinlichkeitstheorie und wurde von Sergei Bernstein (1880–1968) bewiesen. Sie ist eine Erweiterung der Hoeffding-Ungleichung, deren Abschätzung durch eine zusätzliche Voraussetzung an die Varianz der Zufallsvariablen verbessert werden kann.
Die Ungleichung gilt für beliebig verteilte beschränkte Zufallsvariablen mit verschwindendem Erwartungswert und beschränkter Varianz.

## Satz
Sei {\displaystyle (\Omega ,{\mathcal {A}},{\mathcal {P}})} ein Wahrscheinlichkeitsraum.
Seien {\displaystyle B,{\mathcal {T}}} und {\displaystyle \displaystyle {\sigma }} positive reelle Zahlen und {\displaystyle \displaystyle {n}} eine natürliche Zahl.
{\displaystyle X_{1},\ldots ,X_{n}:\Omega \rightarrow \mathbb {R} } seien unabhängig verteilte Zufallsvariablen mit {\displaystyle {\textrm {E}}X_{i}=0,\Vert X_{i}\Vert _{\infty }\leqslant B} und {\displaystyle {\textrm {E}}(X_{i}^{2})\leqslant \sigma ^{2}} für alle {\displaystyle i=1,\ldots ,n}.
Dann gilt:
{\displaystyle {\textrm {P}}\left[{\frac {1}{n}}\sum _{i=1}^{n}X_{i}\geqslant {\sqrt {\frac {2\sigma ^{2}{\mathcal {T}}}{n}}}+{\frac {2B{\mathcal {T}}}{3n}}\right]\leqslant e^{-{\mathcal {T}}}}

## Lemma
Für alle {\displaystyle \displaystyle {x>-1}} gilt:
{\displaystyle x-(1+x)\ln(1+x)\leqslant -{\frac {3x^{2}}{2(x+3)}}}
Ein Beweis des Lemmas und ein ausführlicherer Beweis des Satzes befinden sich im Beweisarchiv.

### Beweis (Satz)
Dieser Beweis folgt dem Ansatz aus "Support Vector Machines" (siehe Literatur).
Zur Vereinfachung definiere man {\displaystyle \epsilon ={\frac {{\sqrt {18{\mathcal {T}}n\sigma ^{2}+{\mathcal {T}}^{2}B^{2}}}+{\mathcal {T}}B}{3n}}}
Nach {\displaystyle {\mathcal {T}}} umgestellt, ergibt sich: {\displaystyle {\mathcal {T}}={\frac {3n\epsilon ^{2}}{2\epsilon B+6\sigma ^{2}}}}
Nun wird die Ungleichung gezeigt. Man wende die Markow-Ungleichung an mit {\displaystyle X={\frac {1}{n}}\sum _{i=1}^{n}X_{i}} und {\displaystyle f(\epsilon )=e^{t\epsilon n}} für ein {\displaystyle \displaystyle {t>0}} (t wird später noch speziell gewählt):
{\displaystyle {\textrm {P}}\left[{\frac {1}{n}}\sum _{i=1}^{n}X_{i}\geqslant {\sqrt {\frac {2\sigma ^{2}{\mathcal {T}}}{n}}}+{\frac {2B{\mathcal {T}}}{3n}}\right]\leqslant {\textrm {P}}\left[{\frac {1}{n}}\sum _{i=1}^{n}X_{i}\geqslant \epsilon \right]\leqslant e^{-t\epsilon n}{\textrm {E}}\left(\prod _{i=1}^{n}\exp(tX_{i})\right)}
Da die Zufallsvariablen nach Voraussetzung unabhängig sind, können Produkt und Erwartungswert vertauscht werden. Aus der Exponentialfunktion bilde man eine unendliche Exponentialreihe. Diese ist durch die integrierbare Majorante {\displaystyle \displaystyle {e^{tB}}} beschränkt. Also können Erwartungswert und Summe vertauscht werden. Mit {\displaystyle X_{i}^{0}=1} und der Voraussetzung {\displaystyle \displaystyle {{\textrm {E}}X_{i}=0}} folgt:
{\displaystyle e^{-t\epsilon n}{\textrm {E}}\left(\prod _{i=1}^{n}\exp(tX_{i})\right)=e^{-t\epsilon n}\prod _{i=1}^{n}{\textrm {E}}\left(\sum _{k=0}^{\infty }{\frac {t^{k}}{k!}}X_{i}^{k}\right)=e^{-t\epsilon n}\prod _{i=1}^{n}\left(\sum _{k=0}^{\infty }{\frac {t^{k}}{k!}}{\textrm {E}}X_{i}^{k}\right)=e^{-t\epsilon n}\prod _{i=1}^{n}\left(1+\sum _{k=2}^{\infty }{\frac {t^{k}}{k!}}{\textrm {E}}X_{i}^{k}\right)}
Mit der Abschätzung {\displaystyle {\textrm {E}}X_{i}^{k}\leqslant {\textrm {E}}X_{i}^{2}B^{k-2}\leqslant \sigma ^{2}B^{k-2}} folgt:
{\displaystyle e^{-t\epsilon n}\prod _{i=1}^{n}\left(1+\sum _{k=2}^{\infty }{\frac {t^{k}}{k!}}{\textrm {E}}X_{i}^{k}\right)\leqslant e^{-t\epsilon n}\prod _{i=1}^{n}\left(1+\sum _{k=2}^{\infty }{\frac {t^{k}}{k!}}\sigma ^{2}B^{k-2}\right)=e^{-t\epsilon n}\left(1+{\frac {\sigma ^{2}}{B^{2}}}\sum _{k=2}^{\infty }{\frac {(tB)^{k}}{k!}}\right)^{n}}
Durch die Ungleichung {\displaystyle (1+x)^{n}\leqslant \exp(nx)} für {\displaystyle \displaystyle {x\geqslant 0}} erhält man mit {\displaystyle x={\frac {\sigma ^{2}}{B^{2}}}(e^{tB}-tB-1)}:
{\displaystyle e^{-t\epsilon n}\left(1+{\frac {\sigma ^{2}}{B^{2}}}\sum _{k=2}^{\infty }{\frac {(tB)^{k}}{k!}}\right)^{n}=e^{-t\epsilon n}\left(1+{\frac {\sigma ^{2}}{B^{2}}}(e^{tB}-tB-1)\right)^{n}\leqslant e^{-t\epsilon n}\exp \left({\frac {n\sigma ^{2}}{B^{2}}}(e^{tB}-tB-1)\right)}
Man setze {\displaystyle t={\frac {1}{B}}\ln(1+{\frac {\epsilon B}{\sigma }})}:
{\displaystyle e^{-t\epsilon n}\exp \left({\frac {n\sigma ^{2}}{B^{2}}}(e^{tB}-tB-1)\right)=\exp \left[{\frac {n\sigma ^{2}}{B^{2}}}\left(-{\frac {\epsilon B}{\sigma ^{2}}}\ln \left(1+{\frac {\epsilon B}{\sigma ^{2}}}\right)+{\frac {\epsilon B}{\sigma ^{2}}}-\ln \left(1+{\frac {\epsilon B}{\sigma ^{2}}}\right)\right)\right]}
Aus dem Lemma (oben) folgt mit {\displaystyle x={\frac {\epsilon B}{\sigma ^{2}}}}.
{\displaystyle \exp \left[{\frac {n\sigma ^{2}}{B^{2}}}\left(-{\frac {\epsilon B}{\sigma ^{2}}}\ln \left(1+{\frac {\epsilon B}{\sigma ^{2}}}\right)+{\frac {\epsilon B}{\sigma ^{2}}}-\ln \left(1+{\frac {\epsilon B}{\sigma ^{2}}}\right)\right)\right]\leqslant \exp \left[-{\frac {3n\epsilon ^{2}}{2\epsilon B+6\sigma ^{2}}}\right]=e^{-{\mathcal {T}}}}
{\displaystyle \Rightarrow {\textrm {P}}\left[{\frac {1}{n}}\sum _{i=1}^{n}X_{i}\geqslant {\sqrt {\frac {2\sigma ^{2}{\mathcal {T}}}{n}}}+{\frac {2B{\mathcal {T}}}{3n}}\right]\leqslant e^{-{\mathcal {T}}}}

## Anwendung

### Problem 1
Angenommen {\displaystyle n,\,B} und {\displaystyle \displaystyle {\sigma }} sind bekannt.
Wie groß ist die Wahrscheinlichkeit höchstens, dass der Mittelwert einen gegebenen Wert k übersteigt?
Löse {\displaystyle k={\sqrt {\frac {2\sigma ^{2}{\mathcal {T}}}{n}}}+{\frac {2B{\mathcal {T}}}{3n}}} nach {\displaystyle {\mathcal {T}}} auf.
Die Wahrscheinlichkeit, dass der Mittelwert den Wert k übersteigt, ist höchstens {\displaystyle e^{-{\mathcal {T}}}}.

### Problem 2
Weiterhin seien {\displaystyle \displaystyle {B}} und {\displaystyle \displaystyle {\sigma }} bekannt.
Es soll gelten: {\displaystyle {\textrm {P}}\left[{\frac {1}{n}}\sum _{i=1}^{n}X_{i}\geqslant k\right]\leqslant 0,1}
Berechne k mit Hilfe der Bernstein-Ungleichung.
{\displaystyle e^{-{\mathcal {T}}}=0{,}1}
{\displaystyle \Rightarrow {\mathcal {T}}=\ln 10}
{\displaystyle \Rightarrow k={\sqrt {\frac {2\sigma ^{2}\ln 10}{n}}}+{\frac {2B\ln 10}{3n}}}

### Problem 3
Seien {\displaystyle \displaystyle {B}} und {\displaystyle \displaystyle {\sigma }} bekannt.
Wie viele Realisierungen werden mindestens benötigt, sodass für gegebene Werte {\displaystyle k} und {\displaystyle {\mathcal {T}}} gilt, dass
{\displaystyle {\textrm {P}}\left[{\frac {1}{n}}\sum _{i=1}^{n}X_{i}\geqslant k\right]\leqslant e^{-{\mathcal {T}}}} ?
Man benötigt mindestens {\displaystyle n^{*}=\min \lbrace n\in \mathbb {N} \vert k\geqslant {\sqrt {\frac {2\sigma ^{2}{\mathcal {T}}}{n}}}+{\frac {2B{\mathcal {T}}}{3n}}\rbrace } Realisierungen.

## Beispiel
Als Zufallsvariable betrachte man eine Münze. Den i-ten Münzwurf bezeichnen wir mit {\displaystyle \displaystyle {X_{i}}}. Dabei gelte bei Kopf {\displaystyle \displaystyle {X_{i}=-1}} und bei Zahl {\displaystyle \displaystyle {X_{i}=1}}.
Wie groß ist die Wahrscheinlichkeit, dass der Mittelwert nach {\displaystyle \displaystyle {n}} Würfen den Wert {\displaystyle {\frac {16}{75}}} übersteigt?
Da die Wahrscheinlichkeit für Kopf und Zahl jeweils 50 % sind, ist der Erwartungswert 0. Da die Zufallsvariablen nur die Werte −1 und 1 annehmen können, kann {\displaystyle \displaystyle {B=1}} gewählt werden.
{\displaystyle X_{i}^{2}=1\Rightarrow {\textrm {E}}X_{i}^{2}=1}. Also kann {\displaystyle \displaystyle {\sigma =1}} gewählt werden.
Nun wähle noch {\displaystyle \displaystyle {{\mathcal {T}}={\frac {n}{50}}}}. Dabei ist {\displaystyle \displaystyle {n}} die Anzahl der Münzwürfe.
Nach der Bernstein-Ungleichung gilt dann:
{\displaystyle {\textrm {P}}\left[{\frac {1}{n}}\sum _{i=1}^{n}X_{i}\geqslant {\frac {16}{75}}\right]\leqslant e^{-{\frac {n}{50}}}}
Also gilt zum Beispiel bei 50 Würfen:
{\displaystyle {\textrm {P}}\left[{\frac {1}{50}}\sum _{i=1}^{50}X_{i}\geqslant {\frac {16}{75}}\right]\leqslant {\frac {1}{e}}}
Damit der Mittelwert {\displaystyle {\frac {16}{75}}} übersteigt, müsste man bei 50 Würfen 31-mal Kopf werfen.
{\displaystyle {\frac {31\cdot 1+19\cdot (-1)}{50}}={\frac {12}{50}}={\frac {18}{75}}\geqslant {\frac {16}{75}}}
Das heißt, die Wahrscheinlichkeit, in 50 Würfen 31 Kopf zu erhalten, ist kleiner als {\displaystyle {\frac {1}{e}}\approx 0{,}367879441}